# 五四文學作家
五四文學作家，也就是在1919年5月4日推翻古文字體（如汝、俺等字），提倡使用白話字體（如我、的、你等等）的一些作家。包括六十幾位文學作家，如巴金、葉聖陶、朱自清等作家。